# Il fuggiasco
Il fuggiasco (italià: El fugitiu) és una pel·lícula dramàtica italiana escrita i dirigida el 2003 per Andrea Manni. Es basa en una novel·la autobiogràfica de Massimo Carlotto de 1995, sobre el seu període amagat a França i Mèxic després d'un error judicial.

## Argument
És l'any 1976, Massimo Carlotto, de vint anys, és acusat d'assassinat i obligat a complir diversos anys de presó. Després de la seva fugida es va refugiar primer a França i després a Mèxic. Traït i venut a la policia, torna a Itàlia, on el seu cas es converteix en un cas legal molt conegut. Finalment va aconseguir l'indult del president de la República l'any 1993.

## Repartiment
- Daniele Liotti com a Massimo Carlotto
- Joaquim de Almeida com a Lolo
- Claudia Coli com Alessandra
- Alessandro Benvenuti com a advocat Vignoni
- Francesca De Sapio com la mare de Massimo
- Roberto Citran com el pare de Massimo
- Marco Giallini com a Beniamino Rossini
- Fiorenza Tessari com l'esposa de Vignoni
- Gabrielle Lazure com a Vicky
- Luisa Ranieri com a Maria

## Reconeixements
Per a aquesta pel·lícula, Andrea Manni va ser nominat a David di Donatello 2004 al millor director novell i al Globo d'oro de 2004 va guanyar els premis a la millor opera prima (Andrea Manni) i al millor actor revelació (Daniele Liotti).